# Theoderich von Estland
Theoderich von Estland (auch Theoderich von Treyden, vielfach wird auch die Namensform Dietrich verwendet) († 15. Juni 1219 im Lager bei Reval) war Zisterziensermönch, Bischof von Estland und Gründer des Schwertbrüderordens. Er wurde in der Schlacht von Lyndanisse getötet.

## Leben
Theoderich von Estland war zunächst Zisterziensermönch. Möglicherweise stammte er aus dem Kloster Loccum. Er folgte Meinhard von Segeberg, Bischof von Uexküll, 1187 nach Livland. In der Gegend von Treiden begann Theoderich zu missionieren und zu predigen. Er war erfolgreich und taufte den Ältesten der Liven mit Namen Kaupo.  
Der Bischof schickte Theoderich 1193 nach Rom. Dort sagte ihm  Papst Coelestin III. die Förderung der Livenmission zu. Um 1195/96 reiste er erneut nach Rom und erhielt die Zusicherung der Vergebung der Sünden für den Kreuzzug in Livland. Eine weitere Reise unternahm er im Auftrag von Bischof Albert von Buxthoeven 1200. Von Papst Innozenz III. erhielt er die Bestätigung, dass die Kreuzzüge nach Livland mit denen nach Jerusalem gleichwertig seien. 
Im Jahr 1202 gründete er in Abwesenheit, aber mit Billigung des Bischofs den Schwertbrüderorden. Dieser erhielt die Regel des Templerordens. Danach hielt er sich zeitweise in Deutschland auf und kehrte erst 1204 nach Livland zurück. Diese und spätere Reisen nutzte er, um für die Mission in Livland zu werben. Teilweise stieß er damit auf Widerstand aus seinem eigenen Orden, weil dies der Ortstreue des Ordens zuwider war. 
Eine erneute Reise nach Rom unternahm er 1203. In seiner Begleitung war der von ihm getaufte Älteste Caupo. Der Papst gab ihm Geschenke für Bischof Albert mit und rief die Erzdiözese Bremen auf, die Menschen zum Zuge nach Livland zu ermuntern. Zurück in Riga vertrat er zunächst den abwesenden Bischof. Danach wurde er Abt des neuen Zisterzienserklosters in Dünamünde und begann dort mit den Bauarbeiten. Als Gesandter reiste er 1206 zum Fürsten von Polozk. Im selben Jahr war die Mission der Liven mit deren Taufe beendet. Die gewaltsame Missionierung richtete sich nun gegen andere Stämme, wie die Selen. An dem Kriegszug 1208 gegen diese nahm auch Dietrich teil. Im Sommer desselben Jahres wurde das Kloster von Dünamünde von einem Konvent bezogen.
Bischof Albert ernannte ihn 1211 zum  Bischof von Estland, obwohl Estland noch nicht erobert war. An den Kämpfen zur Eroberung war er selbst beteiligt. Allerdings blieb der Erfolg aus und er konnte sein Bischofsamt de facto nicht antreten. Auch den vorgesehenen Bischofssitz in Leal konnte er nicht einnehmen. 
Ab 1213 hielt sich Dietrich daher erneut in Deutschland auf. Er lebte zunächst am Hof des Bischofs von Paderborn und ging dann ins Erzbistum Köln. Dort war zu dieser Zeit Dietrich I. von Hengebach exkommuniziert, so dass Dietrich von Estland als Weihbischof fungierte. In dieser Funktion weihte er einen Altar im neuen Chor der Stiftskirche St. Viktor in Xanten. Auch in der Diözese Lüttich amtierte er in dieser Zeit als Vertreter des Bischofs. 
Noch im Jahr 1213 reiste er nach Rom, wo er ein päpstliches Schreiben erhielt, durch das er und sein Bistum in Schutz genommen wurde. Das Bistum wurde für exemt erklärt und sollte keiner Erzdiözese unterstellt sein. Im Jahr 1214 kehrte er vorübergehend nach Livland zurück. Im Jahr 1215 waren die deutschen Ritter militärisch erfolgreich und Theoderich und Bischof Albert planten bereits die Aufteilung des Landes, als die Esten mit russischer Unterstützung die Deutschen wieder aus Estland vertrieben. 
Im selben Jahr reiste Theoderich in Begleitung von Bischof Philipp von Ratzeburg nach Deutschland. In Dortmund weihte er das Prämonstratenserinnenkloster Sankt Catharinae. Von dort reiste er nach Rom, wo er dem allgemeinen Konzil im Lateran beiwohnte. In Köln weihte er 1216 die St.-Pantaleons-Kirche, um danach zurück nach Livland zu reisen. 
Zusammen mit Bischof Albert und dem Abt Bernhard von Dünamünde reiste er 1218 nach Dänemark. Ziel war es, von König Waldemar II. Unterstützung im Kampf gegen die Esten zu erhalten. Der König sagte seine Unterstützung unter der Voraussetzung zu, dass ihm das eroberte Land unterstehen solle. Dietrich huldigte dem König und begleitete ihn 1219 auf den Kriegszug nach Estland. In der Nähe des späteren Reval landete die dänische Flotte und es kam zur Schlacht, in deren Verlauf Dietrich getötet wurde.